# Gabriel Dubau
Gabriel Dubau (* 6. Januar 1700 in Neuzelle als Bernardus Dubau; † 10. April 1775 in Neuzelle) war Abt des Klosters Neuzelle.

## Leben
Die Eltern von Gabriel Dubau stammten aus Wittichenau. Der 1698 und 1699 genannte Wirtschaftsverwalter des Klosters Nicolaus Franz Dubau könnte sein Vater gewesen sein. Er trat wahrscheinlich 1716 in die St. Josephs-Bruderschaft ein. Am 8. Dezember 1718 legte er die Ordensprofess ab und erhielt den Namen Gabriel. In Prag studierte er von 1721 bis 1726 Logik und Theologie und wurde anschließend zum Priester geweiht. Im Kloster war er erst Sakristan, später Küchenmeister und anschließend ab 1740 Prior. Nach dem Tod von Martinus Graff wurde er am 18. Januar 1742 zum Abt gewählt. Die Erzherzogin Maria Theresia bestätigte im Gegensatz zu seinem Vorgänger nicht die Wahl. Dies machte in diesem Fall der Kurfürst von Sachsen und König von Polen August III. 1749 erhielt das Kloster die Missionsfakultät für die Niederlausitz durch die Kongregation für die Verbreitung des Glaubens. Er starb am 10. April 1775 und wurde am 12. April in der Gruft der Josephs-Kapelle beigesetzt.

## Bautätigkeit
Dubau erweiterte die Stiftsbibliothek. Zudem wurde durch ihn der Klostergarten im französischen Stil angelegt. Er ließ eine Orangerie bauen und legte einen Abtgarten an. Dieser war der Öffentlichkeit zugänglich. Im Schlaubetal ließ er das Haus „Sieh-dich-um“ mit Kapelle errichten. Von 1751 bis 1753 entstand durch ihn die Neuzeller Passionsdarstellung. Von 1758 bis 1762 entstand unter ihm der Neuzeller Stiftsatlas, der das Kloster auf dem Höhepunkt seiner barocken Entfaltung zeigt. Dieser befindet sich heute in der Staatsbibliothek in Berlin.